# Lepthyphantes altissimus
Lepthyphantes altissimus är en spindelart som beskrevs av Hu 200. Lepthyphantes altissimus ingår i släktet Lepthyphantes och familjen täckvävarspindlar. Inga underarter finns listade i Catalogue of Life.